# Rally Villa de Llanes de 1998
El Rally Villa de Llanes de 1998, oficialmente 22.º Rally Villa de Llanes, fue la vigésimo segunda edición y la quinta cita de la temporada 1998 del Campeonato de España de Rally. Se celebró del 5 al 7 de junio y contó con un itinerario de doce tramos que sumaban un total de 191 km cronometrados.

## Itinerario
| Día   | Tramo | Nombre               | Distancia | Hora  | Ganador         | Líder                       |
| ----- | ----- | -------------------- | --------- | ----- | --------------- | --------------------------- |
| Día 1 | TC1   | Torre-Carmen         | 20.40 km  | 09:46 | Luis Climent    | Luis Climent                |
| Día 1 | TC2   | Arriondas-Cereceda   | 13.50 km  | 10:44 | Manuel Muniente | Manuel Muniente Jesús Puras |
| Día 1 | TC3   | Borines-Carrandi     | 17.30 km  | 11:10 | Jesús Puras     | Jesús Puras                 |
| Día 1 | TC4   | Torre-Carmen 2       | 20.40 km  | 11:56 | Jesús Puras     | Jesús Puras                 |
| Día 1 | TC5   | Arriondas-Cereceda 2 | 13.50 km  | 12:54 | Jesús Puras     | Jesús Puras                 |
| Día 1 | TC6   | Borines-Carrandi 2   | 17.30 km  | 13:20 | Jesús Puras     | Jesús Puras                 |
| Día 1 | TC7   | Nueva-Labra          | 19.60 km  | 16:27 | Jesús Puras     | Jesús Puras                 |
| Día 1 | TC8   | Arangas-Besnes       | 14.40 km  | 17:52 | Luis Climent    | Jesús Puras                 |
| Día 1 | TC9   | Siejo-Colombres      | 10.40 km  | 18:06 | Jesús Puras     | Jesús Puras                 |
| Día 1 | TC10  | Nueva-Labra 2        | 19.60 km  | 19:11 | Luis Climent    | Jesús Puras                 |
| Día 1 | TC11  | Arangas-Besnes 2     | 14.40 km  | 20:16 | Luis Climent    | Jesús Puras                 |
| Día 1 | TC12  | Siejo-Colombres 2    | 10.40 km  | 20:50 | Luis Climent    | Jesús Puras                 |

## Clasificación final
| Pos. | Piloto             | Copiloto               | Automóvil               | Tiempo  | Diferencia |
| ---- | ------------------ | ---------------------- | ----------------------- | ------- | ---------- |
| 1.   | Jesús Puras        | Carlos del Barrio      | Citroën Xsara Kit Car   | 2:06:20 | 0.0        |
| 2.   | Luis Climent       | José Antonio Muñoz     | Renault Mégane Maxi     | 2:06:50 | +0:30      |
| 3.   | Manuel Muniente    | José Vicente Medina    | Peugeot 306 Maxi        | 2:10:45 | +4:25      |
| 4.   | Javier Azcona      | Inma Vittorini         | Citroën Saxo Kit Car    | 2:14:24 | +8:04      |
| 5.   | Ignacio Sanfilippo | Eduardo Incera         | Peugeot 106 Maxi        | 2:15:44 | +9:24      |
| 6.   | Sergio Vallejo     | Diego Vallejo          | Citroën Saxo Kit Car    | 2:16:18 | +9:58      |
| 7.   | Javier Piñeiro     | Ventura Giménez        | Renault Clio Maxi       | 2:17:48 | +11:28     |
| 8.   | Santi Concepción   | Jesús Aragón           | Ford Escort RS Cosworth | 2:21:29 | +15:09     |
| 9.   | Manuel Cabo        | Francisco J. Rodríguez | Seat Ibiza GTi 16V      | 2:21:44 | +15:24     |
| 10.  | Félix García       | Miguel Ángel García    | Seat Ibiza GTi 16V      | 2:21:57 | +15:37     |